# Nazionale femminile under 20 di calcio della Svizzera
La nazionale under 20 di calcio femminile della Svizzera è la rappresentativa calcistica femminile internazionale della Svizzera formata da giocatrici al di sotto dei 20 anni, gestita dall'Associazione Svizzera di Football, l'ente sportivo federale per il calcio del paese elvetico.
Come membro della Union of European Football Associations (UEFA) partecipa al campionato mondiale FIFA under 20.
Nella sua storia sportiva la formazione U-20 ha disputato tre mondiali, quelli di Russia 2006, Germania 2010 e Giappone 2012, tutti conclusi anzitempo con l'eliminazione della squadra già alla fase a gironi.

## Storia
La prima occasione per disputare un incontro in un torneo ufficiale FIFA per la rappresentativa under 20 elvetica è quella del Mondiale di Russia 2006, qualificazione ottenuta grazie alla vittoria dell'Under-19 nella finalina per il quinto posto all'Europeo di Ungheria 2005. Inserita nel gruppo C con Corea del Nord, Germania e Messico, la squadra non riesce a essere sufficientemente competitiva perdendo tutti i tre incontri, chiudendo il girone all'ultimo posto e di conseguenza venendo eliminata già alla fase a gironi. Al torneo vengono anche segnate le prime reti per la giovanile elvetica, la doppietta realizzata da Vanessa Bürki alle messicane pari età nel prima partita della prima fase eliminatoria, incontro poi concluso 4-2 per le nordamericane.
La squadra viene ricreata in occasione del Mondiale di Germania 2010, grazie al piazzamento della Under-19 all'Europeo di Bielorussia 2009. Anche in quest'occasione le rossocrociate, alla guida del selezionatore Yannick Schwery, non riescono a essere incisive, ripetendo le prestazioni di quattro anni prima; perdono tutti i tre incontri del gruppo D rispettivamente con Corea del Sud, Stati Uniti e Ghana, chiudendo il girone all'ultimo posto e di conseguenza venendo eliminate già alla fase a gironi con un passivo di 11 reti subite e nessuna realizzata.
L'ultima partecipazione dell'under 20 alla Coppa del Mondo di categoria è quella del Giappone 2012, ottenuta a seguito delle semifinali raggiunte all'Europeo di Italia 2011 dalla formazione Under-19. In quell'occasione la giovanile, nuovamente affidata a Schwery, offre prestazioni deludenti; inserita nel gruppo A, perde di seguito gli incontri con le pari rappresentative di Nuova Zelanda (2-1), Messico (2-0) e infine Giappone, con la sconfitta più pesante 4-0. Chiude la fase a gironi al quarto e ultimo posto, venendo eliminata già alle fasi iniziali del torneo dopo la sconfitta con il Messico, prima nazionale del lotto a lasciare il mondiale, con Eseosa Aigbogun l'unica elvetica a siglare, in zona Cesarini, una rete alle neozelandesi.

## Campionato mondiale under 20
- 2002: Non qualificata (torneo Under-19)
- 2004: Non qualificata (torneo Under-19)
- 2006: Primo turno
- 2008: Non qualificata
- 2010: Primo turno
- 2012: Primo turno
- 2014: Non qualificata
- 2016: Non qualificata
- 2018: Non qualificata
- 2022: Non qualificata

## Tutte le rose
Campionato mondiale femminile under 20 FIFA 20101 Schwery, 2 Mallaun, 3 Steinmann, 4 Bouakaz, 5 Stein, 6 Kuster, 7 Keller, 8 Fimian, 9 Crnogorčević, 10 Bachmann, 11 Susuri, 12 Küffer, 13 Probst, 14 Joerg, 15 Wälti, 16 Canetta, 17 Mehmeti, 18 Pittet, 19 Kiwic, 20 Baker, 21 Kaderli, CT: Schwery
Campionato mondiale femminile under 20 FIFA 20121 Kueffer, 2 Wuichet, 3 Mallaun, 4 Gerber, 5 Thuerig, 6 Wälti, 7 Joerg, 8 Seljimi, 9 Aigbogun, 10 Selimi, 11 Canetta, 12 Böni, 13 Ribeaud, 14 Fässler, 15 Schenkel, 16 Pulver, 17 Rochaix, 18 Gensetter, 19 Bernet, 20 Maritz, 21 Autino, CT: Schwery